# محمد بن بشار
محمد بن بشار بن عثمان بن داود بن كيسان أبو بكر العبدي البصري المُلقَّب بـ (بُندار)، (167 هـ - 252 هـ) هو محدِّث من الثقات، ومن المشايخ التسعة الذين رووا لهم أصحاب الكتب الستة.

## سيرته ومناقبه
هو محمد بن بشار بن عثمان بن داود بن كيسان العبدي البصري، أبو بكر المعروف ببندار، من حفاظ الحديث الثقات، لم يخرج من البصرة أكثر عمره برا بأمه، فلمَّا ماتت ارتحل، فكان يقول: «أردت الخروج فمنعتني أمي، فأطعتها، فبورك لي فيه»، وكان يحدث وهو ابن ثماني عشرة سنة، وكان أهل البصرة يقدمون عليه، وكان كثير الحديث، فيقول أبو داود: «كتبت عن بندار نحوا من خمسين ألف حديث»، وكان يحفظ حديثه، ويقرؤه من حفظه، وكان مكثرًا فيوجد عنده ما ليس عند غيره، روى عنه البخاري 205 حديثًا في صحيحه، ومسلم 460 حديثًا في صحيحه.

## روايته للحديث
- حدث عن: يزيد بن زريع، ومعتمر بن سليمان، ومرحوم بن عبد العزيز العطار، وعبد العزيز بن عبد الصمد العمي، وغندر، ويحيى بن سعيد، وعبد الوهاب الثقفي، وعمر بن علي، والطفاوي، وبهز بن أسد، وعبد الرحمن بن مهدي، ومعاذ بن معاذ، ومعاذ بن هشام، ويزيد بن هارون، ووكيع، وحجاج بن منهال، وعفان، وأبي الوليد،[3] وروح بن عبادة، وحرمي بن عمارة، وابن أبي عدي، ويحيى القطان، وأبي داود الطيالسي، ويزيد بن هارون، وجعفر بن عون، وسالم بن نوح، وحماد بن مسعدة، وسهل بن يوسف، وعبد الأعلى بن عبد الأعلى، وعمر بن يونس اليمامي، ومحمد بن عرعرة، وأبي عامر العقدي، وأبي علي الحنفي، وعثمان بن عمر بن فارس، ومحمد بن بكر البرساني، وأمية بن خالد، وأبي عاصم، وعبد الملك بن الصباح، عبد الصمد بن عبد الوارث.[5]
- حدث عنه: الجماعة الستة: محمد بن إسماعيل البخاري، ومسلم بن الحجاج، وأبو عيسى محمد الترمذي، وأبو داود، ومحمد بن ماجه، النسائي، وأبو زرعة الرازي، وأبو حاتم الرازي، وإبراهيم الحربي، وبقي بن مخلد، وعبد الله بن أحمد بن حنبل، وأبو العباس السراج، وابن خزيمة، وزكريا الساجي، والقاسم بن زكريا المطرز، ويحيى بن صاعد، ومحمد بن المسيب الأرغياني، والبغوي، وأبو بكر بن أبي داود، ومحمد بن إسماعيل البصلاني، والحسن بن علي الطوسي، وعبد الله بن ناجيه،[3] وأبو بكر المروزي، وزكريا السجزي، وأبو خليفة.[5]
- مرتبته عند أهل الحديث: قال أحمد بن عبد الله العجلي: «هو ثقة كثير الحديث حائك»، وقال أبو حاتم الرازي: «صدوق»، وقال ابن خزيمة: «سمعت بندارًا يقول: ما جلست مجلسي هذا حتى حفظت جميع ما خرجته.»، وقال ابن خزيمة في كتاب التوحيد: «أخبرنا إمام أهل زمانه في العلم والأخبار محمد بن بشار.»، وقال النسائي: «بندار صالح لا بأس به»،.[3] وقال الدارقطني: «من الحفاظ الأثبات».[5]